# October Road
October Road é uma série dramática da ABC, produzida pela Touchstone Television. A sua primeira temporada estreou no dia 15 de Março de 2007.
Já a sua segunda temporada, iniciou em 22 de Novembro de 2007.
Em Portugal, a série é transmitida pela canal MOV (da ZON TVCabo) e, no Brasil, ainda não existe uma data prevista para a sua estreia na Televisão por assinatura.

## Sinopse
Nick Garrett é um escritor conhecido e popular que deixa sua cidade natal ainda cedo procurando novas oportunidades. Entretanto, quando ele retorna 10 anos depois, se vê no meio de uma controvérsia graças a um livro que escreveu sobre sua cidade. Agora que ele está de volta à cidade, tem que consertar os erros que cometeu para voltar a viver tranquilamente.
Em sua primeira temporada foram exibidos 6 episódios. Já a segunda e última, teve 13 episódios.
Partes desta série foram filmadas em Decatur e Madison, na Geórgia.

## Elenco
- Bryan Greenberg como Nick Garrett
- Laura Prepon como Hannah Daniels
- Slade Pearce como Sam Daniels
- Tom Berenger como O Comandante
- Warren Christie como Ray Cataldo
- Brad William Hank como Owen Rowan
- Geoff Stults como Eddie Latekka
- Odette Yustman como Aubrey
- Evan Jones como Ikey
- Jay Paulson como Phil
- Rebecca Field como Janet Meadows